# Arad (Israele)
Arad (in ebraico: ערד ; in arabo: عراد) è una città del Distretto Meridionale di Israele. Si trova sul bordo del deserto del Negev, a circa 25 km ad ovest del Mar Morto e a 45 km ad est della città di Be'er Sheva (Bersabea). La popolazione è di 23 300 abitanti e comprende ebrei aschenaziti, Mizrahì e falascia, beduini e immigrati russi. Sebbene i tentativi di insediamento nell'area siano iniziati nel 2001, la città venne fondata nel novembre del 1962 come ultima "città di sviluppo" e come città pianificata. Crebbe negli anni novanta con una forte immigrazione dalla Comunità degli Stati Indipendenti russa e raggiunse nel 2002 i 24 500 abitanti, ma in seguito la popolazione decrebbe. Vi si trovano le rovine di Tel Arad, sito archeologico abitato dal Calcolitico fino all'epoca del regno di Giuda; l'Arad Park; e un piccolo aeroporto per i voli interni. Vi si tiene inoltre un festival musicale annuale.
Nahal Zohar si trova nella parte settentrionale del deserto della Giudea, non lontano dalla città di Arad e dalle rive del Mar Morto, nel 2025 è stata rinvenuta una piramide risalente all'età ellenistica, nella quale sono stati riportati alla luce documenti su papiro, monete, armi, tessuti e manufatti in legno in eccellente stato di conservazione.